# Máximo González
Máximo González (Tandil, 20 de Julho de 1983) é um tenista profissional argentino, no mês de julho de 2009, alcançou sua melhor posição em simples número 58° do mundo.
Encerrou o ano de 2011 como o número 121 do mundo. No ano de 2019, venceu a edição do Rio Open na modalidade duplas com seu companheiro chileno Nicolas Jarry ao derrotar os brasileiros Thomaz Bellucci e Rogério Dutra Silva.

## ATP Tour Títulos (1)

### Duplas: 2 (1–1)
| Legenda                       |
| ----------------------------- |
| Grand Slam (0–0)              |
| Tennis Masters Cup (0–0)      |
| ATP Masters Series (0–0)      |
| ATP Championship Series (0–0) |
| ATP Tour (1–1)                |

| Resultado | N. | Data             | Torneio             | Piso   | Parceiro    | Oponente                      | Placar         |
| --------- | -- | ---------------- | ------------------- | ------ | ----------- | ----------------------------- | -------------- |
| Vice      | 1. | 2 Fevereiro 2008 | Viña del Mar, Chile | Saibro | Juan Mónaco | Sebastián Prieto José Acasuso | 1–6, 0–3, ret. |
| Campeão   | 1. | 19 Abril 2008    | Valencia, Espanha   | Saibro | Juan Mónaco | Travis Parrott Filip Polášek  | 7–5, 7–5       |